# Staatsmedizin
Staatsmedizin ist ein politischer Begriff in der Diskussion um die Zukunft des Gesundheitswesens. In der Bezeichnung der Hamburger Akademie für Staatsmedizin stand Staatsmedizin für das Amtsarztwesen.
In der öffentlichen Wahrnehmung gilt ein staatliches Gesundheitswesen (wie beispielsweise in Großbritannien) im Vergleich zu einem wettbewerbsorientierten Gesundheitswesen als ineffizient und wenig leistungsfähig. Das Schlagwort Staatsmedizin greift diese Einschätzung auf. Durch die Bezeichnung der gesundheitspolitischen Konzepte Anderer als Staatsmedizin oder häufiger „Weg in die Staatsmedizin“ soll kritisiert werden, dass diese Konzepte
- den Wettbewerb im Gesundheitswesen reduzieren oder abschaffen,[2]
- dem Staat eine zu große Einflussmöglichkeit im Gesundheitswesen sichern,[3][4]
- einheitliche Leistungen für alle einführen,
- das Niveau der gesundheitlichen Versorgung senken[5] oder
- eine Rationierung von medizinischen Dienstleistungen nötig machen.[6]

Wie bei politischen Schlagwörtern dieser Art üblich, gibt dieses die Realität verzerrt wieder und wird von niemandem zur Beschreibung der eigenen Gesundheitspolitik benutzt. Das Gegenteil ist die sogenannte Profitmedizin respektive die kommerzialisierte Medizin. Der Begriff „Staatsmedizin“ wird in der Praxis verwendet, folgende Vorhaben zu kritisieren:
- die Einführung einer „Bürgerversicherung“,[7]
- die Abschaffung der Privaten Krankenversicherung,[8]
- Sparmaßnahmen, Planung und Qualitätskontrollen
- die jeweilig aktuelle Gesundheitsreform.